# Problem (Natalia Kills)
Problem è il primo singolo estratto dal secondo album in studio di Natalia Kills, Trouble, ed è stato pubblicato ufficialmente il 12 marzo 2013 in Canada e Stati Uniti, il 23 marzo in Messico, e il 21 giugno nel resto dei paesi europei. La canzone è stata scritta da Natalia Kills e Sky Montique e prodotta da Jeff Bhasker, Emile Haynie e G. Doubet. Il video, la cui uscita era prevista per il 24 giugno, è stato pubblicato la notte del 25 giugno a causa di problemi legati al caricamento sul canale VEVO.

## Il video
Il video, registrato a Hollywood, comincia con il logo di Problem sovrapposto ai visi in primo piano di Natalia e del modello che è presente nel video, Adonis Bosso. Si vede un'auto della polizia in movimento e, successivamente, vengono alternate scene dell'auto, di Natalia in un corridoio asettico e illuminato e scene in una camera da letto. L'intera scena durante il primo verso è girata nella camera da letto, dove Natalia e Adonis, quest'ultimo mentre fuma, vengono ripresi in diverse posizioni. A questa scena viene alternata Natalia nel lungo corridoio mentre balla e canta. Con il cominciare del ritornello, la scena si sposta in strada, dove si alternano momenti in cui si vede Natalia mentre è arrestata e momenti in cui Natalia è in una cabina telefonica; successivamente si vede Natalia cantare sopra il cofano anteriore dell'auto della polizia. A tutte queste scene è alternata, come per tutta la durata del video, Natalia mentre balla e canta nel lungo corridoio. Con il secondo verso, la scena si sposta nella cabina telefonica, dove Natalia è ripresa in una sex call con Adonis. A questa, è alternata di nuovo la scena di Natalia sopra l'auto. Con l'inizio del secondo ritornello, vengono ripresi Natalia e Adonis entrare in un supermarket dove giocano e si rincorrono per poi baciarsi. Natalia viene messa dentro l'auto della polizia e la scena cambia: qui si vede Natalia camminare con un pitbull al guinzaglio e subito dopo Natalia e Adonis, ammanettati dentro l'auto della polizia, baciarsi.
La scena cambia e si ritorna alla cabina telefonica, dove Natalia è ripresa mentre si sbottona gli shorts e fa scorrere le mani dentro questi ultimi, a questa si alterna la scena di un bacio tra Natalia e Adonis nella camera.
La scena cambia radicalmente e si vede Natalia camminare in un parcheggio con in una mano una mazza e nell'altra la pelliccia, per poi rompere il vetrino di una macchina.
Si ritorna alla camera da letto, dove Natalia è ripresa a terra mentre canta e si muove davanti ad una piccola TV dove nello schermo si vede lei stessa in bianco e nero e Adonis sul letto a fumare.
La scena cambia per l'ennesima volta e i due vengono ripresi in un bar vuoto all'aperto, seduti, mentre Adonis fa scorrere una macchinina giocattolo sulla gamba di Natalia; scena alternata alle scene dell'auto della polizia in movimento.
Nella scena finale si vede Natalia camminare per strada con la pelliccia in mano, per poi fermarsi in un posto isolato dove dà fuoco alla pelliccia. Negli ultimi secondi del video fa la comparsa Sophie, una ragazza americana ripresa mentre corre in una stradina dove con una bomboletta spray disegna su un muro la cover di Problem. Nel video, nella parte finale, compare anche il cagnolino di Natalia, Kensington Cartier Kills.
Intervista da Alex Catarinella per ELLE Magazine, Kills, riguardo al video, dice: "Nel video, fondamentalmente, rimetto in scena i miei primi anni a Hollywood quando vivevo in fatiscenti motels e non avevo soldi.
E ho avuto l'abitudine di ammazzare il tempo facendo "cose cattive" e pomiciando con il mio ragazzo mentre sembravo una degenerata glamour. Non avevo soldi e causavo qualunque tipo di problema, ma quei giorni erano i migliori!"